# Električna impedancija
Nalik na električni otpor koji je mjera suprotstavljanja prolasku istosmjerne električne struje kroz strujni krug, električna impedancija (u daljnjem tekstu upotrebljavaju se skrećeni izrazi: otpor, struja, impedancija, napon, strujni krug i sl.) je mjera suprotstavljanja prolasku izmjenične struje kroz strujni krug.

## Definicija
Otpor prolasku struje je kod električnih vodiča i otpora u normalnim okolnostima jednak i za istosmjernu i za izmjeničnu struju (eventualne razlike nastupaju za dovoljno visoke frekvencije izmjenične struje). 
Odnosi struje, napona i otpora u istosmjernim strujnim krugovima definirani su Ohmovim zakonom gdje je otpor nekog elementa određen omjerom pada napona na njemu i struje koja prolazi kroz njega te uzrokuje taj pad napona:
{\displaystyle R={\frac {U}{I}}}
Međutim, ako u strujni krug uključimo i kondenzatore i/ili zavojnice, dakle elemente koji 
imaju reaktivni otpor odn. električnu reaktanciju, Ohmov zakon moramo posredstvom Fourierove transformacije, odn. Laplaceove transformacije za {\displaystyle s=j\omega \ },  izraziti u području kružne frekvencije {\displaystyle j\omega \ }:
{\displaystyle Z(j\omega \,)={\frac {U(j\omega \,)}{I(j\omega \,)}}}
gdje su U i I vektori napona, odn. struje u kompleksnoj ravnini, a Z je električka impedancija, izraz koji je Oliver Heaviside ustanovio još 1886. godine postavljajući prve formalne matematičke izraze na području analize izmjeničnih električnih mreža.
Pojednostavljeno, transformacijom napona, struja, otpora i reaktancija, dakle cijelog strujnog kruga, iz domene vremena u domenu kružne frekvencije, zaustavljamo u proizvoljnom trenutku vremena rotaciju vektora napona i struje (fazora). Omjer apsolutnih vrijednosti napona i struje (amplituda napona, odn. struje) određuje tada apsolutnu vrijednost ili modul impedancije, a razlika u faznim kutovima daje argument impedancije. Uobičajeno je u takvom prikazu vektor napona izvora postavljati na realnu os kompleksne ravnine i tek nakon toga odrediti položaj vektora struje. Impedanciju također prikazujemo u kompleksnoj ravnini kao vektor određene dužine i argumenta, tj. faznog kuta, pri čemu otpor kao realni dio impedancije postavljamo na realnu os kompleksne ravnine, a reaktanciju kao imaginarni dio impedancije na imaginarnu os kompleksne ravnine. U samom računu impedancija idealnog otpora jednaka je otporu za istosmjernu struju, tj.
{\displaystyle Z_{R}=R\,}
a zavojnicama i kondenzatorima dodjeljuje se čisto imaginarni «reaktivni otpor» ili reaktancija
{\displaystyle {Z_{L}}=X_{L}=j\omega \,L}
{\displaystyle {Z_{C}}=X_{C}={\frac {1}{j\omega C}}}

## Prikaz električne impedancije

### Prikaz impedancije u kartezijanskim koordinatama
Impedancija je kompleksna veličina i možemo je prikazati na više načina. Impedancija serijskog otpora R i induktiviteta L, na primjer, u kartezijanskim koordinatama prikazuje se u obliku
{\displaystyle {Z}=R+j\omega \,L}
a impedancija serijskog spoja otpora R i kapaciteta C u obliku
{\displaystyle {Z}=R+{\frac {1}{j\omega C}}}
Prikaz u kartezijanskim koordinatama praktičan je kada treba naći rezultantnu impedanciju serijskog spoja više impedancija te je općenito
{\displaystyle Z=Z_{1}+Z_{2}+...+Z_{n}=(R_{1}+R_{2}+...+R_{n})+(X_{1}+X_{2}+...+X_{n})=R+X\,}
gdje se sukladno računu u kompleksnom području odvojeno zbrajaju realni dijelovi svih impedancija te čine realni dio R rezultantne impedancije Z, a suma imaginarnih dijelova svih impedancija čini imaginarni dio X  impedancije Z.
Rezultantna impedancija za paralelni spoj, na primjer otpora R i induktiviteta L, određena je sa
{\displaystyle {\frac {1}{Z}}={\frac {1}{R}}+{\frac {1}{j\omega \,L}}}
a rezultantna impedancija većeg broja paralelno spojenih impedancija sa
{\displaystyle {\frac {1}{Z}}={\frac {1}{Z_{1}}}+{\frac {1}{Z_{2}}}+...+{\frac {1}{Z_{n}}}}
Rezultantna impedancija mješovitih paralelno/serijskih spojeva složenijih strujnih krugova izračunava se na način da se najprije ustanove impedancije u pojedinim granama (serijski spoj impedancija), da se nakon toga ustanove veličine admitancija pojedinih paralelno spojenih grana, da se admitancije zbroje u kompleksnom podruju i nađe rezultantna admitancija te da se konačno nađe rezultantna impedancija promatranog dijela mreže koja je jednaka inverznoj rezultantnoj admitanciji (Z=1/Y). Na taj način se rješava dio po dio mreže sve dok se ne nađe konačna nadomjestna impedancija cjelokupnog strujnog kruga.

### Prikaz impedancije u trigonometrijskom obliku
Impedancija se, kao i svaki kompleksni broj, može prikazati i u trigonometrijskom obliku. Impedancija prikazana u kartezijanskim koordinatama kao
{\displaystyle {Z}=R+j\omega \,L}
poprima u trigonometrijskom oblik određen izrazom
{\displaystyle {Z}=|{Z}|(cos\varphi \,+jsin\varphi \,)}
gdje je {\displaystyle |{Z}|\,} modul kompleksne impedancije određen sa
{\displaystyle |{Z}|={\sqrt {{Z}{Z}^{*}}}={\sqrt {R^{2}+(\omega \,L)^{2}}}}
dok je argument impedancije određen sa
{\displaystyle \varphi =\arctan {\left({\frac {\omega \,L}{R}}\right)}}
ili općenito za bilo koji drugi slučaj:
{\displaystyle |{Z}|={\sqrt {{Z}{Z}^{*}}}={\sqrt {R^{2}+(|X|)^{2}}}}
{\displaystyle \varphi =\arctan {\left({\frac {X}{R}}\right)}}
Trigonometrijski oblik prikazuje neposredno apsolutnu veličinu impedancije te predznak njezina argumenta iz kojeg se vidi da li je impedancija induktivnog ({\displaystyle sin\varphi }>0) ili kapacitivnog karaktera ({\displaystyle sin\varphi }<0). Ako, međutim, treba podijeliti ili pomnožiti kompleksne veličine, tada je daleko praktičniji eksponencijalni prikaz u polarnim koordinatama.

### Prikaz impedancije u polarnim koordinatama
Impedancija prikazana eksponencijalnom funkcijom u polarnim koordinatama također neposredno prikazuje apsolutnu veličinu impedancije, ali neposredno prikazuje i njezin argument. Prijelaz iz trigonometrijskog oblika u eksponencijalni oblik impedancije izvediv je na temelju Eulerove formule koja ustanovljava sljedeću vezu
{\displaystyle {Z}=|{Z}|(cos\varphi \,+jsin\varphi \,)=|{Z}|e^{j\varphi \,}}
Eksponencijalnom funkcijom u polarnim koordinatama mogu se prikazati i fazori napona i struje tako da je ovaj način vrlo prikladan kada je potrebno iz odnosa napona i struje izračunati impedanciju, iz odnosa napona i impedancije struju ili iz umnoška struje i impedancije pad napona na promatranoj impedanciji.

#### Izračunavanje impedancije
Neka je zadan izmjenični električni izvor napona U tako da je
{\displaystyle {U}=|{U}|e^{j\varphi \,_{1}}}
i struja I kroz nepoznatu impedanciju Z tako da je
{\displaystyle {I}=|{I}|e^{j\varphi \,_{2}}}
Kako je impedancija određena omjerom napona i struje, slijedi da je
{\displaystyle {Z}={\frac {|{U}|e^{j\varphi \,_{1}}}{|{I}|e^{j\varphi \,_{2}}}}={\frac {|{U}|}{|{I}|}}e^{j(\varphi \,_{1}-\varphi \,_{2})}}
iz čega je lako zaključiti o modulu i argumentu nepoznate impedancije. Inverznim prelaskom najprije u trigonometrijski, a nakon toga u kartezijanski oblik prikaza impedancije jednostavno se može zaključiti o veličini otpora te karakteru i veličini reaktancije.

#### Izračunavanje struje
Neka je zadan izmjenični električni izvor napona U tako da je
{\displaystyle {U}=|{U}|e^{j\varphi \,_{1}}}
i impedancija Z priključena na električni izvor tako da je
{\displaystyle {Z}=|{Z}|e^{j\varphi \,_{2}}}
Struja koja teče strujnim krugom određena je izrazom
{\displaystyle {I}={\frac {|{U}|e^{j\varphi \,_{1}}}{|{Z}|e^{j\varphi \,_{2}}}}={\frac {|{U}|}{|{Z}|}}e^{j(\varphi \,_{1}-\varphi \,_{2})}}
iz čega je lako zaključiti o jakosti struje i faznom pomaku, odn. vrsti reaktivnog opterećenja. Inverznom prelaskom najprije u trigonometrijski, a nakon toga i u kartezijanski oblik vektorskog prikaza struje, mogu se ustanoviti točne veličine radne i tzv. "jalove" komponente struje.

#### Izračunavanje napona
Neka je zadana izmjenična struja  I tako da je
{\displaystyle {I}=|{I}|e^{j\varphi \,_{1}}}
koja teče kroz impedanciju Z zadanu kao
{\displaystyle {Z}=|{Z}|e^{j\varphi \,_{2}}}
Pad napona na impedanciji Z bit će određen umnoškom struje i impedancije
{\displaystyle {U}=|{I}|e^{j\varphi \,_{1}}|{Z}|e^{j\varphi \,_{2}}=|{I}||{Z}|e^{j(\varphi \,_{1}+\varphi \,_{2})}}

## Primjena
Analize svojstava električnih strujnih krugova i mreža bile bi nezamislive bez pojmova kao što su električna impedancija, admitancija ili reaktancija definiranih u području kompleksnih brojeva. Prikazani odnosi mogu se na isti način primijeniti sukladno Theveninovom poučku, Nortonovom poučku, Metodi superpozicije te metodama temeljenim na Kirchoffovim zakonima (Metoda konturnih struja, Metoda čvorova). Od analize uvjeta i mogućnosti optimalnog priključka različitih induktivnih trošila (elektromotori) u cilju umanjivanja potroška "jalove" energije te mnogih drugih primjena na području elektroenergetike, računanje s električnim veličinama u području kompleksnih brojeva ima neprocjenljivu važnost u analizi različitih filtera i titrajnih krugova, tonfrekvencijskih pojačala, sustava za reprodukciju zvuka, oscilatora i odašiljača itd.